# Manswell Enterprise
Manswell Enterprise är ett företag som ägs av den ukrainske miljardären Ihor Kolomojskyj. Det ägde sedan december 2010 flygbolaget Skyways och sedan juni 2011 även danska Cimber Sterling. Genom Skyways köp av City Airline i april 2011 ägdes även detta bolag indirekt. Ambitionen var att skapa ett nytt nordeuropeiskt flygbolag. Under maj 2012 begärdes dock de tre flygbolagen i konkurs.